# Wieża Santa Maria delle Grazie

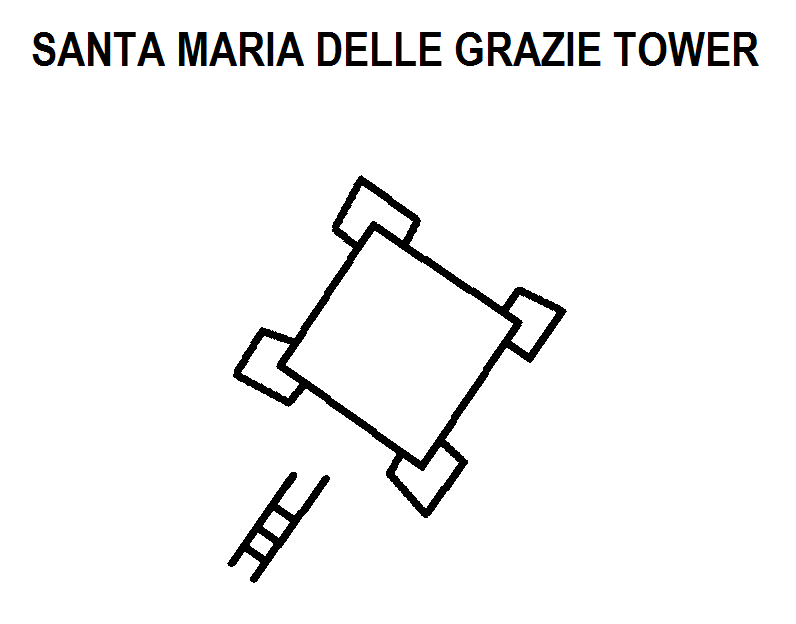
Plan wieży z mapy z ok. 1761 roku

Wieża Santa Maria delle Grazie (malt. Torri ta' Santa Marija tal-Grazzja, pol. Wieża Matki Bożej Łaskawej, ang. Santa Maria delle Grazie Tower), znana też jako Delle Grazie Tower (malt. Torri tal-Grazzja), Madonna delle Gratie Tower (malt. Torri tal-Madonna tal-Grazzja) lub Blata Bajda Tower (malt. Torri tal-Blata l-Bajda) była to wieża strażnicza w miejscu, gdzie teraz zbudowana jest miejscowość Xgħajra na Malcie. Wieża zbudowana została w roku 1620 jako ostatnia z sześciu wież Wignacourta. Wojsko brytyjskie zburzyło ją końcem XIX wieku.

## Historia
Wieża Santa Maria delle Grazie została postawiona nad brzegiem morza na wschód od Grand Harbour, blisko dzisiejszego miasta Xgħajra, w tym samym miejscu lub blisko miejsca, gdzie znajdował się średniowieczny posterunek obserwacyjny. Była to ostatnia ze zbudowanych wież Wignacourta. Ceremonia położenia kamienia węgielnego miała miejsce w kwietniu 1620 roku. Teren, na którym zbudowano wieżę należał do Giorgio Mamo, tego samego, który zbudował później wieżę Mamo.
Budowa wieży Santa Maria delle Grazie kosztowała tylko 4948 scudi, co było kwotą mniejszą, niż wydane na budowę pozostałych wież. To sugeruje, że była ona mniejsza, chociaż była najlepiej uzbrojoną z wież. W związku z tym, prawdopodobnie niektóre rodzaje uzbrojenia zostały rozmieszczone na zewnątrz wieży (mimo że nie miała ona zewnętrznej baterii, jak niektóre z innych wież).
Dokładny kształt wieży jest nieznany, nie zachowały się żadne jej plany, obrazy czy fotografie. Jednakże jest ona pokazana na mapie z roku 1761, posiada cztery narożne bastiony oraz ciąg schodów wiodących do głównego wejścia. Jej ogólny projekt jest podobny do wieży w Saint Paul’s Bay, wieży św. Lucjana czy wieży Świętej Marii na Comino, jakkolwiek w mniejszej skali. Wewnątrz była kaplica dedykowana Matce Bożej Łaskawej (Madonna delle Grazie).

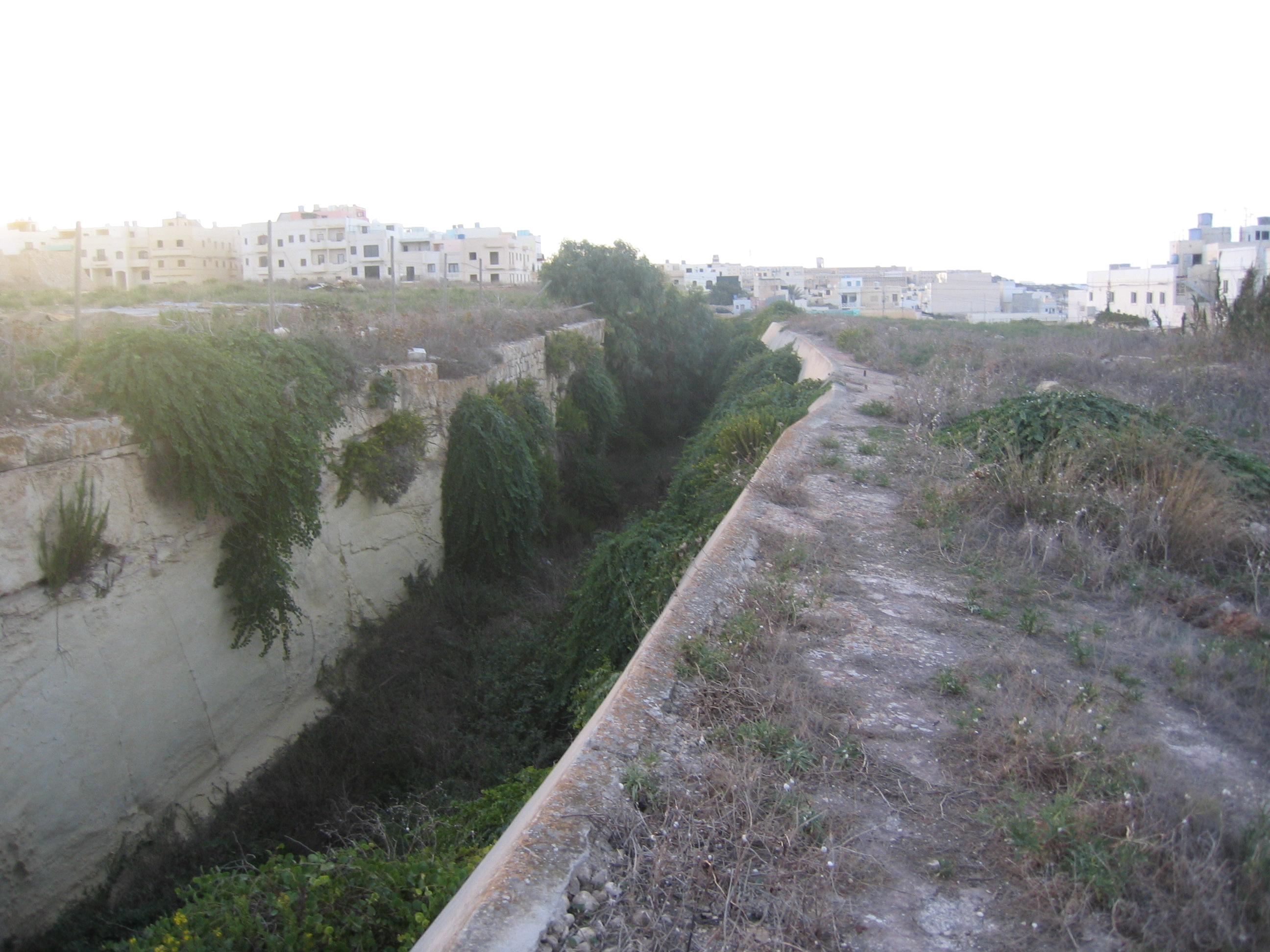
Widok wzdłuż rowu (ditch) i stoku obronnego (glacis) baterii Della Grazie. Wieża stała na prawo od niej.

W roku 1799, podczas blokady Francuzów, w pobliżu wieży zbudowana została Reduta św. Rocha, aby zapewnić osłonę na wypadek wycofywania się brytyjskich żołnierzy z Malty.
Stan wieży w XIX wieku nie jest znany. Sama wieża (lub jej ruiny) została zburzona przez armię brytyjską około roku 1888, aby oczyścić pole ognia baterii Della Grazie, nowo zbudowanej baterii artyleryjskiej, nazwanej tak ze względu na wieżę. XIX-wieczne mapy pokazują, że miejsce, gdzie stała wieża przekształcone zostało w część stoku obronnego (glacis) nowej baterii.
Dziś nie pozostało nic z oryginalnej struktury wieży. Pamiątką po niej jest ulica w Xgħajra - Triq it-Torri ta' Alof de Wignacourt (ulica Wieży Alofa de Wignacourt). Na fladze oraz herbie Xgħajra znajduje się heraldyczne przedstawienie wieży. Ponieważ obraz wieży Santa Maria delle Grazie nie jest znany, bazowano na obrazie wieży w Saint Paul’s Bay.